# غاندينغوان
غاندينغوان (بالإنجليزية: Gandaingoin)‏ هي منطقة سكنية تقع في الصين في أزمة التبت والصين. يقدر عدد سكانها بـ
- نسمة .